# إنانثات التستوستيرون
التستوستيرون إنانثات الذي يُباع تحت الاسمين التجاريين ديلاتيستريل وزيوستيد، هو دواء ستيرويدي ابتنائي أندروجيني (رمزه إيه إيه إس) يُستخدم عادة لعلاج انخفاض مستوى هرمون التستوستيرون لدى الرجال. ويُستخدم أيضًا في المعالجة الهرمونية للرجال المتحولين جنسيًا. يُعطى عادةً عن طريق الحقن العضلي مرة واحدة كل أسبوع إلى أربعة أسابيع.
تتضمن التأثيرات الجانبية للتستوستيرون إنانثات أعراض الذكورة، مثل حب الشباب وزيادة في نمو الشعر وتغير نبرة الصوت وزيادة الرغبة الجنسية. الدواء عبارة عن أندروجين اصطناعي وستيرويد ابتنائي، وبالتالي هو مقلد أو محرّض لمستقبلات الأندروجينات، ويعد مستقبلًا مستهدفًا من قبل الأندروجينات، مثل التستوستيرون والديهدروتستوسيرون (دي إتش تي). للدواء تأثيرات أندروجينية قوية وتأثيرات ابتنائية معتدلة ما يجعله دواءً فعالًا في إظهار أعراض الذكورة ومناسبًا للعلاج البديل بالأندروجين. التستوستيرون إنانثات هو إستر التستوستيرون وطليعة دوائية طويلة الأمد للتستوستيرون في الجسم. ولهذا السبب، يُعتبر شكلًا طبيعيًا وحيويًا من هرمون التستوستيرون.
أُدخل التستوستيرون إنانثات في الاستخدام الطبي في عام 1954، مع كل من التستوستيرون سيبيونات والتستوستيرون أنديكانوات والتستوستيرون بروبيونات. يُعد من أكثر استرات التستوستيرون استخدامًا على نطاق واسع. بالإضافة إلى استخداماته الطبية، يُستخدم التستوستيرون إنانثات أيضًا لتحسين بنية الجسم وفعاليته. يخضع هذا الدواء للرقابة في العديد من الدول، لذلك فإن استخدامه في مجالات أخرى غير الطبية يُعد أمرًا غير مشروع بشكل عام.

## الاستخدامات الطبية
يُستخدم دواء التستوستيرون إنانثات بشكل أساسي في العلاج البديل بالأندروجين، إذ يُعد الشكل الأكثر استخدامًا على نطاق واسع من هرمون التستوستيرون في هذا العلاج. جاءت الموافقة على استخدام هذا الدواء في الولايات المتحدة من أجل علاج قصور الغدد التناسلية عند الرجال ولعلاج تأخر البلوغ عند الفتيان وسرطان الثدي عند النساء. بالإضافة إلى ذلك، يُستخدم في المعالجة الهرمونية الذكورية عند الرجال المتحولين جنسيًا.

## التأثيرات الجانبية
تتضمن التأثيرات الجانبية للتستوستيرون إنانثات التذكير وغيره من التأثيرات. يتحول ما يقارب 10% من التستوستيرون إنانثات إلى ديهدروتستوستيرون عند الرجال العاديين. يُعزز الديهدروتستوستيرون (دي إتش تي) من الصفات والخصائص الذكورية عند كل من الذكور والإناث. وتتضمن هذه الخصائص ما يلي: ضخامة البظر والحاصة الأندروجينية ونمو شعر الجسم وعمق الصوت. يلعب الديهدروتستوستيرون أيضًا دورًا مهمًا في الوظيفة الجنسية عند الذكور، وقد يُساهم في حدوث القساح الإقفاري لديهم، كما هو موضح في دراسة أُجريت على استخدام دواء الفيناسترايد لعلاج القساح الإقفاري عند الذكور. يمكن أن يؤدي التستوستيرون إنانثات أيضًا إلى ارتفاع في مستوى عامل النمو الشبيه بالأنسولين (آي جي إف -1) والبروتين الرابط لعامل النمو شبيه الأنسولين (آي جي إف بي بّي). يمكن أن يتحول التستوستيرون إنانثات إلى إيستراديول عبر إنزيم الأروماتاز، ما قد يؤدي إلى حدوث التثدي عند الذكور. يمكن أن تساعد مثبطات الأروماتاز في منع النشاط الإستروجيني للتستوستيرون إنانثات في الجسم.

## الخصائص الدوائية

### الديناميكية الدوائية
التستوستيرون إنانثات هو طليعة دوائية لهرمون التستوستيرون، وهو ستيرويد ابتنائي أندروجيني، ومقلد ومنشط لمستقبلات الأندروجين (إيه آر).

### الحرائك الدوائية
للتستوستيرون إنانثات نصف عمر إطراحي قدره أربعة أيام ونصف، ومتوسط مدة بقائه في الجسم ثمانية أيام ونصف عند استخدام الحقن العضلية المخزنة. ويتطلب ذلك إعطاؤه بشكل متكرر مرة واحدة في الأسبوع تقريبًا، وينتج عنه تقلبات كبيرة في مستوى هرمون التستوستيرون وذلك بالإضافة إلى المستويات المرتفعة في البداية، فوق مستواها الطبيعي.

## الخصائص الكيميائية
التستوستيرون إنانثات أو التستوستيرون 17 بيتا-هيبتانونات هو ستيرويد أندروستيني اصطناعي مشتق من هرمون التستوستيرون. وهو إستر الأندروجين، وهو إستر سي 17 بيتا إنانثات (هيبتانونات) لهرمون التستوستيرون.

## تاريخه
وُصف التستوستيرون إنانثات في وقت مبكر من عام 1952، وكان أول استخدام له في المجال الطبي في الولايات المتحدة في عام 1954 تحت الاسم التجاري ديلاتيستريل.

## معلومات عن الدواء

### أسماء عامة
التستوستيرون إنانثات هو الاسم العام للدواء، وهو الاسم الرسمي المعتمد غير مُسجَّل الملكية في الولايات المتحدة (يو إس إيه إن)، وأيضًا الاسم الرسمي المعتمد غير المملوك في بريطانيا (بي إيه إن)، ويُشار إليه ايضًا باسم التستوستيرون هيبتانونات.

### الأسماء التجارية
يُسوّق التستوستيرون إنانثات بشكل أساسي تحت الاسم التجاري ديلاتيستريل.
لكنه يُسوق أيضًا تحت مجموعة متنوعة من الأسماء التجارية الأخرى، مثل:
- أندرو إل إيه.
- أندروبوسيتوري.
- ديباندرو.
- دوراثات.
- إيفيرون.
- تيستوتروفال.
- تيسترين.
- تيسترو إل إيه.
- زيوستيد.

### التوفر
التستوستيرون إنانثات متوفر في الولايات المتحدة الأمريكية وفي جميع أنحاء العالم على نطاق واسع. ويتوفر غالبًا التستوستيرون إنانثات (التستوستيرون هيبتانونات) بتركيز 200 ميليجرام لكل مليلتر من السائل.

### الوضع القانوني
التستوستيرون إنانثات -بالإضافة إلى غيره من الأدوية الستيرويدية الابتنائية الأندروجينية- هو دواء خاضع لرقابة الجدول الدوائي الثالث في الولايات المتحدة بموجب قانون المواد الخاضعة للرقابة، وخاضع لرقابة الجدول الدوائي الرابع في كندا بموجب قانون الأدوية والمواد الخاضعة للرقابة.

## الأبحاث
اعتبارًا من شهر أكتوبر عام 2017، كان مستحضر التستوستيرون إنانثات المُعد للحقن الذاتي قيد التسجيل المسبق من أجل علاج قصور الغدد التناسلية في الولايات المتحدة.

### الزيوستيد
في اليوم الأول من شهر أكتوبر عام 2018، أعلنت إدارة الغذاء والدواء الأمريكية (إف دي إيه) عن موافقتها على دواء زيوستيد من إنتاج شركة آنتاريس الدوائية، وهو عبارة عن حقنة دوائية ذاتية معدة للاستعمال لمرة واحدة، وتحوي التستوستيرون إنانثات. وهو أول منتج دوائي من التستوستيرون إنانثات، معد للحقن تحت الجلد، توافق عليه إدارة الغذاء والدواء الأمريكية من أجل العلاج البديل بالتستوستيرون عند الذكور البالغين.